# Austria en los Juegos Paralímpicos de Toronto 1976
Austria estuvo representada en los Juegos Paralímpicos de Toronto 1976 por un total de 42 deportistas, 32 hombres y 10 mujeres.

## Medallistas
El equipo paralímpico austríaco obtuvo las siguientes medallas:
| Nombre                       | Deporte            | Evento                               |
| ---------------------------- | ------------------ | ------------------------------------ |
| Oro                          |                    |                                      |
| Rosa Schweizer               | Atletismo          | Pentatlón 2 femenino                 |
| Walter Fink                  | Atletismo          | 100 m prótesis D1 masculino          |
| Walter Telsnig               | Atletismo          | Jabalina de precisión 1C-5 masculino |
| August Hofer                 | Atletismo          | Salto de altura B masculino          |
| Gerhard Grinninger           | Atletismo          | Pentatlón D masculino                |
| Wolfgang Magnet              | Atletismo          | Pentatlón E1 masculino               |
| Sepp Gasser                  | Atletismo          | Pentatlón F masculino                |
| Equipo                       | Golbol             | Torneo masculino                     |
| Wolfgang Magnet              | Natación           | 50 m braza E1 masculino              |
| Wolfgang Magnet              | Natación           | 50 m espalda E1 masculino            |
| Wolfgang Magnet              | Natación           | 50 m libre E1 masculino              |
| Wolfgang Magnet              | Natación           | 150 m estilos E1 masculino           |
| Wolfgang Stieg               | Natación           | 50 m braza 3 masculino               |
| Hannes Paragger              | Natación           | 100 m libre 5 masculino              |
| Rosa Schweizer               | Tenis de mesa      | Individual 2 femenino                |
| Brigitte Hahn                | Tenis de mesa      | Individual 3 femenino                |
| Ilse Scharf Rosa Schweizer   | Tenis de mesa      | Equipo 2 femenino                    |
| Brigitte Hahn Ingrid Voboril | Tenis de mesa      | Equipo 3 femenino                    |
| Plata                        |                    |                                      |
| Emilie Schwarz               | Atletismo          | Disco 3 femenino                     |
| Emilie Schwarz               | Atletismo          | Eslalon 3 femenino                   |
| Hargreiter                   | Atletismo          | Jabalina de precisión D femenino     |
| Sepp Gasser                  | Atletismo          | Disco F masculino                    |
| Sepp Gasser                  | Atletismo          | Peso F masculino                     |
| Alois Karner                 | Atletismo          | Jabalina C1 masculino                |
| Alois Karner                 | Atletismo          | Peso C1 masculino                    |
| Konrad Reisner               | Atletismo          | Salto de altura D masculino          |
| Konrad Reisner               | Atletismo          | Salto de longitud D masculino        |
| Kanda                        | Atletismo          | Disco D masculino                    |
| Karl Haider                  | Atletismo          | Pentatlón D masculino                |
| Kanda                        | Bolos sobre hierba | Individual D masculino               |
| Engelbert Rangger            | Bolos sobre hierba | Individual Wh masculino              |
| Sepp Gasser                  | Natación           | 50 m espalda F masculino             |
| Ingrid Voboril               | Tenis de mesa      | Individual 3 femenino                |
| Hermina Kraft Maria Schitter | Tenis de mesa      | Equipo 4-5 femenino                  |
| Bronce                       |                    |                                      |
| Emilie Schwarz               | Atletismo          | 200 m 3 femenino                     |
| Emilie Schwarz               | Atletismo          | 400 m 3 femenino                     |
| Emilie Schwarz               | Atletismo          | Peso 3 femenino                      |
| Margarethe Oberrauter        | Atletismo          | Jabalina 5 femenino                  |
| Equipo                       | Atletismo          | 4 × 40 m 2-5 femenino                |
| Walter Sailer                | Atletismo          | 60 m 1B masculino                    |
| Alois Karner                 | Atletismo          | 100 m C1 masculino                   |
| Pelanzer                     | Atletismo          | Jabalina C masculino                 |
| Winkler                      | Atletismo          | Jabalina de precisión D masculino    |
| Walter Pfaller               | Atletismo          | Peso 4 masculino                     |
| Gerhard Kolm                 | Atletismo          | Salto de altura F masculino          |
| Felix Lettner                | Atletismo          | Pentatlón 1C masculino               |
| Apschner                     | Atletismo          | Pentatlón C masculino                |
| Karl Prichtzig               | Atletismo          | Pentatlón C1 masculino               |
| Hargreiter                   | Natación           | 100 m mariposa D femenino            |
| Walter Sailer                | Tenis de mesa      | Individual 1B masculino              |
| Gerhard Grinninger           | Tiro               | Rifle amputación mixto               |